# Incautos
Incautos es un thriller español de 2004 dirigido por Miguel Bardem. 
La película está narrada por el personaje de Ernesto (Ernesto Alterio), y en ella nos cuenta su trayectoria como timador y cómo se urdió el golpe más grande que consiguió llevar a cabo. 

## Ficha técnica
- Dirección: Miguel Bardem
- Producción: Alquimia Cinema
- Guion: Miguel Bardem y Carlos Martín
- Música: Juan Bardem
- Fotografía: Thierry Arbogast
- Reparto: Victoria Abril, Ernesto Alterio, Federico Luppi, Manuel Alexandre.
- País: España
- Año: 2004
- Género: Thriller, Drama
- Duración: 110 minutos

## Argumento
Contiene Spoilers
Ernesto (Ernesto Alterio) nos narra mediante un flashback cómo desde su infancia empezó a convertirse en un maestro del engaño hasta llegar al que sería el golpe de su vida. Su historia como timador comienza cuando, estando en un orfanato de curas en el que los niños sufren malos tratos, sufre un desmayo porque está enfermo. A partir de ese momento, los curas se comportan mejor con él. Ernesto se convierte en el blanco de agresiones de otros niños, entre ellos el Gitano, el más temido. Para librarse de una agresión, finge un desmayo. Al ver que funciona, comienza a mentir para librarse de todo aquello que no quiere hacer. Ernesto, más adelante, consigue ganarse al Gitano con otra de sus mentiras.
Al salir del orfanato junto a su compinche, Gitano (Alejandro Casaseca), lleva a cabo hurtos y pequeños timos. Siempre se refiere a sus víctimas como incautos, y lamenta no poder ver sus caras tras descubrir que han sido timados. Cuando conoce al Manco (Manuel Alexandre), un viejo y experto timador, empieza a perfeccionar su técnica, deja de lado los burdos hurtos y descubre todos los entresijos del mundo del timo. Ernesto desarrolla una relación muy especial con el Manco, ya que para él es como un padre. Tras varios años de golpes muy exitosos, el Manco le presenta a Federico (Federico Luppi), uno de los mejores timadores de la historia, y los tres juntos siguen llevando a cabo diferentes timos. Todo parece ir bien hasta que aparece en escena Pilar (Victoria Abril), una timadora que fue antigua amante de Federico. Ella le ofrece a Federico la oportunidad de llevar a cabo el golpe de sus vidas, un mirlo blanco, tal y como se dice en el lenguaje de los timadores. 
Los cuatro timadores llevan a cabo el timo, pero los recelos y las traiciones no tardan en aparecer. El Manco advierte a Ernesto de que si Federico se acerca demasiado a Pilar debe desconfiar de él. Federico, a su vez, considera que el Manco es un estorbo y le asesina. Pilar y Federico están mintiendo a Ernesto y planean quedarse con el dinero del golpe. Ernesto descubre todas esas mentiras y traza también un plan para que Pilar y Federico no se salgan con la suya. 
Finalmente, cuando parece que Ernesto ha conseguido engañarles y quedarse con el botín, él mismo descubre que no es así, pues el maletín que lleva está en realidad lleno de papeles. Ernesto tiene por fin la oportunidad de ver qué cara se le queda a un incautos.

## Reparto
- Ernesto Alterio como Ernesto
- Victoria Abril como Pilar
- Federico Luppi como Federico
- Manuel Alexandre como Manco
- Alejandro Casaseca como Gitano
- Gilbert Melki como Mellado
- Manuel Morón como Orozco
- Jesús Castejón
- Alfredo Villa como Rafael
- Roman Luknár
- Juan Meseguer
- Christopher de Andrés como Luís Onieva
- Marta Nebot
- Antonio Gutti
- Lucina Gil
- David Pinilla
- José Ángel Egido como Cura
- Janfri Topera como Padre de Ernesto
- José Olmo
- Chicho Campillo
- Sergio Lanza
- Luis Gatóo
- Cristina Segarra
- Secun de la Rosa como Dependiente joyería
- Álvaro Roig
- Rafa Castejón
- Fermí Herrero
- Ángel Alcázar como Amigo Rafael 1
- Enrique Villén
- Paco Clement
- Mercedes Castro
- Maite Blasco como Tía Luisa
- Juan Calot
- Lorena García
- Jeannine Mestre como Tía Carlota
- Ciro Miró como Amigo Rafa 2
- Andreas Muñoz
- Javier Pérez-Acebrón
- Álex Quiroga
- Karlos Sastre como Gitano niño
- Susi Sánchez como Madre de Miriam
- Rubén Trujillo Yranzo como Camarero
- Ana Vega como Telefonista
- Marian Álvarez como Miriam

## Curiosidades
- La película surgió a partir de una noticia en un periódico en la que se contaba que a una mujer le habían robado un millón de pesetas mediante un timo. Miguel Bardem comenzó entonces a recopilar noticias de periódicos sobre timos y estafas para crear su película.[1]

- Cuando Bardem tenía acabada la segunda versión del guion, pensó en abandonar el proyecto. Entonces fue víctima de un robo y decidió seguir adelante.[1]

## Localizaciones de rodaje
Entre las localizaciones de rodaje se encuentran el Círculo de Bellas Artes y el Viaducto de Segovia de la ciudad de Madrid.

## Premios

### Fantasporto
| Año  | Categoría    | Persona        | Resultado |
| ---- | ------------ | -------------- | --------- |
| 2006 | Mejor Actriz | Victoria Abril | Ganadora  |

### Festival Internacional de Cine de Fort Lauderdale
| Año  | Categoría                          | Persona | Resultado |
| ---- | ---------------------------------- | ------- | --------- |
| 2005 | Mejor película de habla extranjera |         | Ganadora  |

### Premios Goya
| Año  | Categoría                      | Persona                                   | Resultado |
| ---- | ------------------------------ | ----------------------------------------- | --------- |
| 2005 | Mejor Montaje                  | Iván Aledo                                | Nominado  |
| 2005 | Mejor Canción Original (Corre) | Bebe                                      | Nominada  |
| 2005 | Mejor Sonido                   | Pierre Lorrain Polo Aledo Jaime Fernández | Nominados |

### Festival de Málaga
| Año  | Categoría | Persona       | Resultado |
| ---- | --------- | ------------- | --------- |
| 2004 | Director  | Miguel Bardem | Nominado  |